# Gambellara
Gambellara ist eine norditalienische Gemeinde mit 3443 Einwohnern (Stand 31. Dezember 2023) in der Region Veneto. Gambellara gehört zur Provinz Vicenza.
Nachbargemeinden sind Lonigo, Montebello Vicentino, Montecchia di Crosara (Provinz Verona), Monteforte d’Alpone (VR), Roncà (VR) und San Bonifacio (VR)

## Weinbau
Gambellara ist vor allem wegen des gleichnamigen DOC-Weißweins bekannt. Außerdem wird aus getrockneten Trauben der DOCG-Wein Recioto di Gambellara produziert.

### Anbau
Das Weinbaugebiet umfasst (ganz oder teilweise) mehrere Gemeinden in der Provinz Vicenza: Gambellara, Montebello Vicentino, Montorso Vicentino und Zermeghedo.
Im Jahr 2014 wurden von 368 Hektar insgesamt 28.695 DOC-Wein und DOCG-Wein erzeugt.

### Erzeugung DOC
Laut Denominazione dürfen folgende Weintypen erzeugt werden: Diese müssen alle mindestens 80 % der Rebsorte Garganega enthalten. Höchstens 20 % Pinot bianco, Chardonnay und/oder Trebbiano di Soave dürfen enthalten sein.
- Gambellara (auch als „Superiore“)
- Gambellara Classico
- Gambellara Classico Vin Santo
- Gambellara Spumante. Hier darf in den 20 % auch noch die Rebsorte Durella enthalten sein.

### Erzeugung DOCG
Laut Denominazione dürfen folgende Weintypen erzeugt werden: Die Weine müssen sortenrein, also zu 100 % aus der Rebsorte Garganega, erzeugt werden.
- Recioto di Gambellara Classico
- Recioto di Gambellara Spumante.

## Persönlichkeiten
Am 11. Januar 1803 wurde der sel. Giovanni Antonio Farina, Bischof von Treviso (1850–1860) und Vicenza (1860–1888) in Gambellara geboren. 